# ダリオ・フランチェスキーニ
ダリオ・フランチェスキーニ（イタリア語: Dario Franceschini、1958年10月19日 - ）は、イタリアの政治家。下院議員（5期）を経て、2022年より上院議員。
民主党書記長（第2代）、フェラーラ市議会議員（3期）を務めた。

## 概要
エミリア＝ロマーニャ州フェラーラ県フェラーラ出身。フェラーラ大学在学中の1980年、フェラーラ市議選にキリスト教民主主義（DC）から出馬して当選する。1995年、3期目の後にフェラーラ市長選へ出馬するが落選する。
1997年、イタリア人民党に復帰して副書記長に就任し、1999年の第2次ダレーマ内閣で制度改革担当次官に就任する。第2次アマート内閣でも留任した。
2001年、中道右派新党のマルゲリータの結成に参画し、幹事長に就任するとともに下院議員に当選する。2007年、民主党結成時にワルテル・ヴェルトローニの下で副書記長に就任する。
2009年2月、民主党が地方選挙に相次いで敗北したことで求心力を失ったヴェルトローニは書記長辞任を表明した。後任を選出する書記長選挙では8割以上の得票を得て圧勝、書記長に就任したが、11月の書記長選挙で左翼民主主義者（DS）出身のピエル・ルイジ・ベルサーニに敗北し退任した。ベルサーニ執行部において下院議員団長に就任した。
2013年4月に発足したレッタ内閣で議会との関係や政府の調整のための大臣に就任し、2014年2月発足のレンツィ内閣で文化観光大臣に就任、2016年12月発足のジェンティローニ内閣でも同職に留任。2018年6月1日にジェンティローニ内閣の終了とともに退任した。